# Käte Jöken-König
Käte Jöken-König (* 24. Oktober 1898 in Naumburg (Saale); † 27. September 1968 in West-Berlin; auch als Käthe Jöken-König geführt) war eine deutsche Schauspielerin, Operettensängerin und Hörspielsprecherin.

## Leben
Nach einer Gesangsausbildung und Schauspielunterricht folgten erste Rollen als Soubrette am Nationaltheater in Mannheim. Seit 1926 war sie an verschiedenen Bühnen und Kabaretts in Berlin engagiert. Von 1957 bis 1958 erhielt Käte Jöken-König zudem ein Engagement an der Berliner Operettenbühne „Atrium“. Sie trat danach auch am Theater des Westens auf.
Ab den 1930er Jahren wirkte sie in vielen Filmproduktionen als Darstellerin überwiegend in Nebenrollen mit. Darunter befanden sich die nationalsozialistischen Propagandafilme Jud Süß und Ohm Krüger, die heute in Deutschland als Vorbehaltsfilme nur unter bestimmten Voraussetzungen aufgeführt werden können. Jöken-König spielte aber auch 1942 in dem Historienfilm Der große König von Veit Harlan mit Otto Gebühr, Kristina Söderbaum und Gustav Fröhlich sowie in den DEFA-Filmen Irgendwo in Berlin aus dem Jahr 1946 von Gerhard Lamprecht mit Harry Hindemith, Hans Leibelt und Fritz Rasp und 1949 Die Kuckucks von Hans Deppe mit Rainer Penkert und Carsta Löck. Den letzten Auftritt in einem Spielfilm hatte sie 1968 in dem Edgar-Wallace-Film Der Gorilla von Soho unter der Regie von Alfred Vohrer mit Horst Tappert, Uschi Glas und Hubert von Meyerinck. Jöken-König stand 1944 in der Gottbegnadeten-Liste des Reichsministeriums für Volksaufklärung und Propaganda.
Käte Jöken-König war auch in einigen Hörspielen als Sprecherin tätig. In der Hörspieladaption des Romans Das vierte Skalpell von Hans Gruhl in einer Koproduktion von Sender Freies Berlin (SFB) und Westdeutscher Rundfunk (WDR) aus dem Jahr 1968 sprach sie die Rolle der Frau Professor. Neben ihr spielten Martin Hirthe, Enzi Fuchs und Arnold Marquis.
Am 23. Januar 1923 heiratete sie den Tenor Carl Jöken.

## Filmografie (Auswahl)
- 1935: Wenn einer eine Reise tut
- 1935: Amphitryon – Aus den Wolken kommt das Glück
- 1937: Die göttliche Jette
- 1938: Die Umwege des schönen Karl
- 1938: Fünf Millionen suchen einen Erben
- 1938: Schwarzfahrt ins Glück
- 1938: Der Tag nach der Scheidung
- 1938: Eine Nacht im Mai
- 1938: Am seidenen Faden
- 1938: Steputat & Co.
- 1939: Männer müssen so sein
- 1939: Hochzeit mit Hindernissen
- 1939: Flucht ins Dunkel
- 1939: Zentrale Rio
- 1939: Das Gewehr über
- 1939: Ein ganzer Kerl
- 1940: Polterabend
- 1940: Tip auf Amalia
- 1940: Jud Süß
- 1940: Der dunkle Punkt
- 1940/42: Der große König
- 1941: Ohm Krüger
- 1941: Das leichte Mädchen
- 1941: Krach im Vorderhaus
- 1941: Immer nur Du
- 1941: Clarissa
- 1941: Annelie
- 1941: Leichte Muse
- 1941: Jakko
- 1941: Sonntagskinder
- 1941/49: Alles aus Liebe
- 1942: Fronttheater
- 1942: Dr. Crippen an Bord
- 1943: Fahrt ins Abenteuer
- 1943: Liebesgeschichten
- 1943: Gefährtin meines Sommers
- 1943: Ein Mann mit Grundsätzen?
- 1943: Gefährlicher Frühling
- 1943: Die goldene Spinne
- 1944: Die heimlichen Bräute
- 1944: Ein schöner Tag
- 1944: Seinerzeit zu meiner Zeit
- 1944/48: Das kleine Hofkonzert
- 1945: Der Fall Molander
- 1945: Das Leben geht weiter
- 1946: Die Mörder sind unter uns
- 1946: Irgendwo in Berlin
- 1949: Die Kuckucks
- 1949: Unser täglich Brot
- 1950: Familie Benthin
- 1950: Die Treppe
- 1952: Schatten über den Inseln
- 1957: Spielbank-Affäre
- 1962: Rumpelstilzchen
- 1963: Ein Windstoß (Fernsehfilm)
- 1963: Es war mir ein Vergnügen
- 1967: Till, der Junge von nebenan (Fernsehserie)
- 1968: Der Gorilla von Soho

## Hörspiele (Auswahl)
- 1948: Während der Stromsperre
- 1949: Meine Töchter
- 1949: Schneeflöckchen
- 1959: Recht gewünscht und schlecht gewünscht
- 1962: Unter die Räder
- 1963: Verräter
- 1963: Souvenirs
- 1964: Ein richtig dummes Kind
- 1968: Das vierte Skalpell – vier Teile als Frau Professor